# Отто, Джон (музыкант)
Джон Отто (англ. John Otto) — барабанщик и один из основателей американской ню-метал-группы «Limp Bizkit».

## Биография

### Limp Bizkit
До того как присоединиться к Limp Bizkit, Джон учился играть на барабанах в Школе Искусств Дугласа Андерсона и уже успел поучаствовать в некоторых местных рок-группах. В группу Джона позвал его кузен Сэм Риверс, который к тому времени уже сотрудничал с Фредом Дерстом.
В ноябре 2004 года начали распространяться слухи об уходе Джона из группы. Слухи начали распространяться из-за того, что на официальном сайте группы перестали появляться фотографии и новая информация о музыканте. Также стали появляться слухи о том, что Джон Отто стал монахом. Впервые эти слухи опроверг Фред Дерст, заявив, что Джон до сих пор является участником группы. Позже эти слухи были опровергнуты тем, что новые фотографии Джона Отто были помещены на официальный сайт.

### 2009—2010
На данный момент Джон завязал с наркотиками. Он жил в Марина-дель-Рей, Калифорния и давал уроки игры на барабанах в Star Education, но сейчас проживает в Голливуде. Начиная с 2009 года выступает с Limp Bizkit в туре, посвященному их возвращению. Также записал с ними последний альбом Gold Cobra.
1 Октября 2010 года Джон заявил, что работает над сольным альбомом, и выложил демо первой песни, «Apocalypse», в свой MySpace.
Также он помогал в записи барабанов Рональду Варду из группы Cold для его сольного альбома The Killer and the Star.

## Личная жизнь
У Джона Отто есть дочь по имени Эйва.

## Стиль и влияния
Отто знаток в игре на барабанах с разными стилями начиная от бразильской и афро-кубинской музыки и заканчивая бибопом и фанком.

## Инструменты
Джон Отто предпочитает барабанные установки фирмы Orange County Drum and Percussion и Zildjian Cymbals and Sticks. Он также долгое время являлся эндорсером Pearl Drums и Remo.

## Дискография
| Год           | Альбом                                           |
| ------------- | ------------------------------------------------ |
| С Limp Bizkit |                                                  |
| 1997          | Three Dollar Bill, Yall$                         |
| 1999          | Significant Other                                |
| 2000          | Chocolate Starfish and the Hotdog Flavored Water |
| 2001          | New Old Songs (альбом ремиксов)                  |
| 2003          | Results May Vary                                 |
| 2005          | The Unquestionable Truth (Part 1)                |
| 2005          | Greatest Hitz (сборник)                          |
| 2008          | Rock im Park 2001 (концертный альбом)            |
| 2011          | Gold Cobra                                       |
| 2021          | Still Sucks                                      |